# Japanska F3-mästerskapet 2008
Japanska F3-mästerskapet 2008 kördes över 18 omgångar. Mästare blev Carlo van Dam.

## Delsegrare
| Bana      | Vinnare         | Vinnare          |
| --------- | --------------- | ---------------- |
| Fuji      | Takuto Iguchi   | Takuto Iguchi    |
| Autopolis | Takuto Iguchi   | Keisuke Kunimoto |
| Suzuka    | Hironobu Yasuda | Carlo van Dam    |
| Motegi    | Carlo van Dam   | Hironobu Yasuda  |
| Okayama   | Naoki Yamamoto  | Carlo van Dam    |
| Suzuka    | Carlo van Dam   | Carlo van Dam    |
| Motegi    | Carlo van Dam   | Keisuke Kunimoto |
| Fuji      | Carlo van Dam   | Keisuke Kunimoto |
| Sugo      | Carlo van Dam   | Carlo van Dam    |

## Slutställning
| Plats | Förare           | Poäng |
| ----- | ---------------- | ----- |
| 1     | Carlo van Dam    | 322   |
| 2     | Keisuke Kunimoto | 219   |
| 3     | Takuto Iguchi    | 216   |
| 4     | Hironobu Yasuda  | 152   |
| 5     | Naoki Yamamoto   | 138   |
| 6     | Kei Cozzolina    | 133   |